# يان هيل
يان هيل (بالإنجليزية: Ian Hill)‏ (و. 1951  م) هو عازف بيس، وموسيقي، وعازف قيثارة بريطاني، ولد في ويست بروميتش، وهو عضوٌ في جوداس بريست.

## وصلات خارجية
- يان هيل على موقع IMDb (الإنجليزية)
- يان هيل على موقع ميوزك برينز (الإنجليزية)
- يان هيل على موقع أول ميوزيك (الإنجليزية)
- يان هيل على موقع ديسكوغز (الإنجليزية)
- يان هيل على موقع قاعدة بيانات الفيلم (الإنجليزية)

- يان هيل في قاعدة بيانات الأفلام على الإنترنت